# Fort D. Luís I.
Das Forte de D. Luís I, vor allem bekannt als Fort von Caxias oder Gefängnis von Caxias, ist ein ehemaliges Fort der Lissabonner Befestigungsanlage. Seit 1916 wird das Fort als Gefängnis genutzt und erlangte in der Zeit des Estado Novo Bekanntheit als das Hauptgefängnis der staatlichen Geheimpolizei PIDE/DGS, die dort die Mehrheit der politischen Gefangenen inhaftierte.

## Geschichte

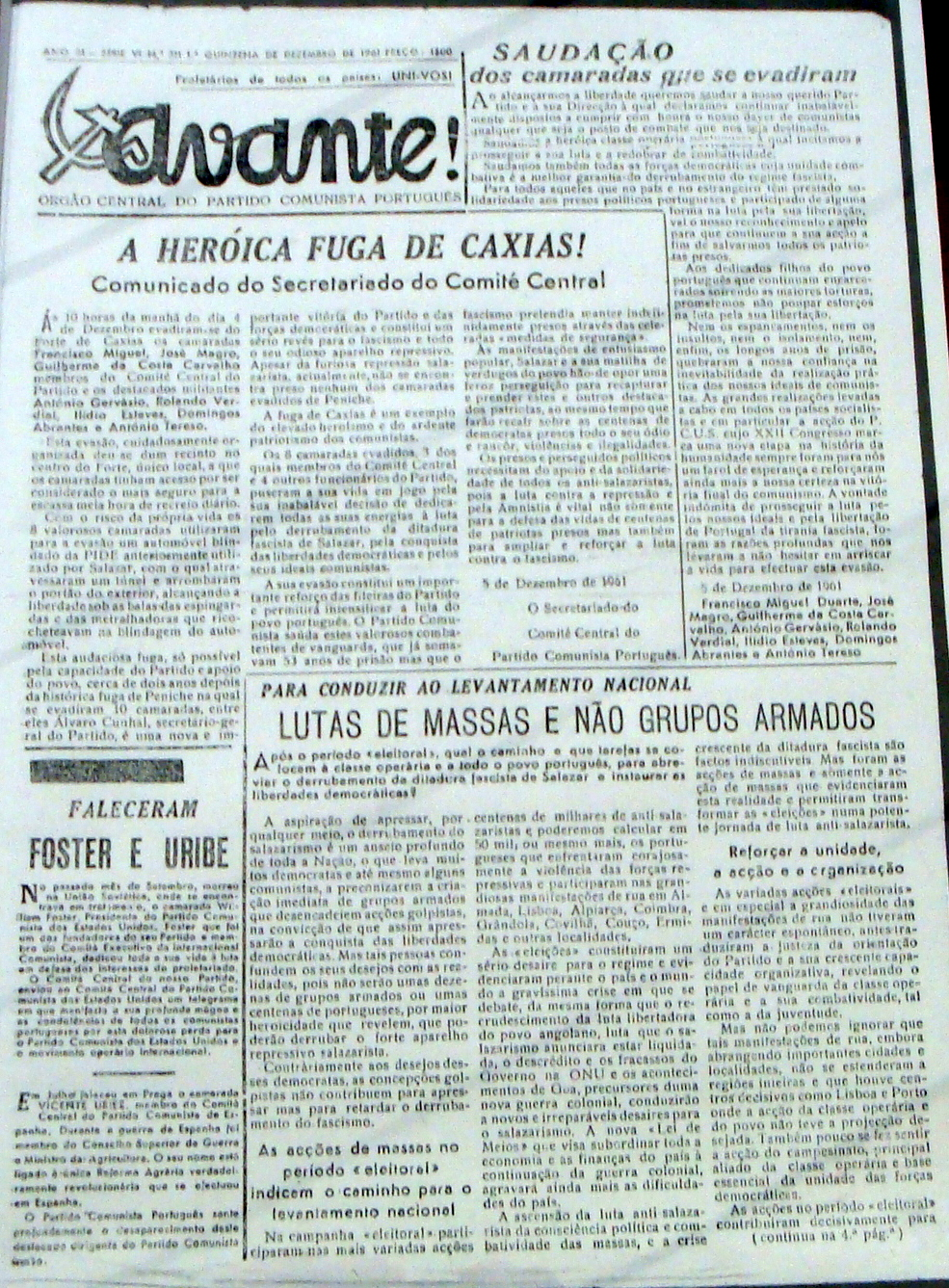
Titelblatt der kommunistischen Zeitung Avante! vom 5. Dezember 1961 mit der Schlagzeile „A heróica fuga de Caxias“ (Die heldenhafte Flucht aus Caxias)

Die Arbeiten für das Fort begannen 1879 als Teil der Lissabonner Befestigungs- und Verteidigungsanlagen (Campo Entrincheirado de Lisboa) und konnten 1886 abgeschlossen werden. Das Fort trug zunächst den Namen „Forte de Caxias“ (Fort von Caxias). 1901 ließ der portugiesische Staat das Fort zu Ehren des 1889 verstorbenen Königs D. Luís I. nach ihm umbenennen.
Ab 1916 verlor das Fort seine Funktion als Stützpunkt der Lissabonner Verteidigungslinie und wurde vom Staat fortan als Gefängnis genutzt. Zunächst waren vor allem nicht gehorsame Soldaten des 1. Regiments der Infanterie (1916) inhaftiert, später auch Markträuber, streikende Bauarbeiter sowie 63 Angestellte der staatlichen Post, die im September 1917 aus Solidarität mit 900 auf dem Boot Lourenço Marques festgehaltenen Kollegen streikten.
Mit dem Übergang in einen faschistischen Staat (Estado Novo) wurde der nördliche Teil des Forts ab Januar 1935 als politisches Gefängnis genutzt, ab 1960 galt es als Hochsicherheitsgefängnis. Es wurde als das größte Gefängnis der PIDE in Portugal bekannt und war besonders für seine Grausamkeit der PIDE und ihre Foltermethoden berüchtigt. Zahlreiche Widerstandskämpfer waren dort inhaftiert, eine Flucht gelang praktisch nie. Lediglich im Dezember 1961 gelang acht inhaftierten Kommunisten eine Flucht. Während der Geschehnisse der Nelkenrevolution im April 1974 war das Gefängnis von Caxias ein bewusstes Ziel der Demonstrierenden. Am Morgen des 26. April wurden alle Insassen befreit.
Nach einer längeren Zeit ohne Funktion erhielt die Generaldirektion für Justizvollzug (Direcção-Geral dos Serviços Prisionais) im Dezember 1988 das Gebäude zurück und nutzte fortan den Nordteil wieder als Hochsicherheitsgefängnis. Der Südteil wurde ab 1995 wieder unter anderem als Krankenstation für Angestellte wie Häftlinge genutzt. In jüngster Zeit wurde das Gefängnis vor allem durch zahlreiche Fluchtversuche bekannt, zuletzt flohen 2017 drei Häftlinge über ein Fenster aus der Anstalt. Zudem soll das Gefängnis zu den zehn am stärksten genutzten Justizvollzugsanstalten des Landes gehören und konstant überbelegt sein – 2017 waren 518 Personen in der Anstalt inhaftiert, obwohl die maximale Belegungszahl nur mit 334 angegeben wird.